# Chetogena appendiculata
Chetogena appendiculata är en tvåvingeart som först beskrevs av Wulp 1890.  Chetogena appendiculata ingår i släktet Chetogena och familjen parasitflugor. Inga underarter finns listade i Catalogue of Life.